# Malko Linge
Zijne Doorluchtige Hoogheid (fr: Son Altesse Sérénissime, S.A.S.) prins Malko Linge is de hoofdpersoon in de spionagereeks S.A.S. van de Franse auteur Gérard de Villiers.
Om de herstelwerkzaamheden van zijn kasteel te kunnen financieren werkt Malko Linge als freelance geheim agent voor de Amerikaanse CIA. De CIA stuurt hem de gehele wereld over om gevaarlijke missies uit te voeren. Hij beschikt over een uitstekend geheugen en spreekt meerdere talen vloeiend. Hij heeft een voorkeur voor handgemaakte alpaca-maatkostuums en draagt een ultra-plat pistool.
Malko Linge wordt wel gezien als het Franse antwoord op Ian Flemings James Bond.

## Ontstaan van de personages
Gérard de Villiers heeft verklaard dat de personages Malko Linge en zijn verloofde Alexandra Vogel zijn geïnspireerd op enkele van zijn vrienden, namelijk een Duitse baron en een Italiaanse baronesse. Voor 1989 bevond een deel van hun grondbezit zich achter het IJzeren Gordijn en destijds geconfisqueerd door de communistische regeringen in het Oostblok.

### Komaf
Malko is afkomstig uit de betere kringen van de Oostenrijkse samenleving en kan bogen op een familiestamboom die 16 generaties teruggaat tot aan de middeleeuwen. Daarnaast is hij een lid van de Maltezer ridderorde.

### Talen
Hij spreekt een behoorlijk aantal talen vloeiend. Bij aanvang van de reeks sprak hij ruim 20 talen. Tegenwoordig is dit echter teruggebracht naar rond de 5 à 10 talen, waaronder natuurlijk het Duits maar ook Engels, Russisch en Spaans.

### Leeftijd
Net als bij vele andere fictiehelden wordt Malko geen dag ouder en is zijn leeftijd ongeveer midden veertig. Ruim voldoende voor de nodige bagage en ervaring en jong genoeg om er verleidelijk en aantrekkelijk uit te zien voor vrouwelijk schoon.

## Reguliere personages
Naast Malko Linge kent de reeks ook enkele personages die regelmatig terugkeren in de S.A.S.-spionagereeks:
- Adler, Samantha. Een Duitse brunette en wapenhandelaar.
- Brabeck, Milton. Een CIA-agent die Malko tijdens diverse missies ondersteunt. Collega van Chris Jones.
- Brown, Mandy. Een Amerikaanse mannenverslindster.
- Capistrano, Frank. Amerikaan van Italiaanse afkomst. Speciaal adviseur van het Witte Huis.
- Priscilla Clearwater. De secretaresse bij de CIA met steeds wisselende standplaatsen;
- Jones, Chris. Een CIA-agent die Malko op diverse missies ondersteunt. Collega van Milton Brabeck.
- Krisantem, Elko. Bediende van Malko Linge. Een voormalig Turkse huurmoordenaar.
- Vogel, Alexandra. Malko's (eeuwige) verloofde.

## Films
Enkele boeken uit de reeks zijn verfilmd:
- S.A.S. San Salvador (1982), met Miles O'Keeffe in de hoofdrol als Malko. Gebaseerd op de roman "Terreur in San Salvador".
- Eye of the Widow (1989), met in de hoofdrol Richard Young als Malko. Gebaseerd op de romans "Romeinse wraak" en "De weduwe van de Ayatollah".

## Stripfiguur
Enkele verhalen uit de S.A.S-reeks zijn bewerkt tot stripverhaal en worden uitgegeven door uitgeverij Glénat Benelux. Verantwoordelijk voor de strip zijn Andrea Mutti (scenario) en Umberto Ciance (tekeningen).
Verschenen zijn:
- Het Duivelspact (Pacte avec le Diable) (2006)
- Het zwaard van Bin-Laden (2006)